# Dypsis cookei
Dypsis cookei – gatunek palmy z rzędu arekowców (Arecales). Występuje endemicznie na Madagaskarze, w prowincjach Antsiranana oraz Toamasina. Można go spotkać między innymi w parkach narodowych Marojejy i Zahamena.
Rośnie w bioklimacie wilgotnym, jak i górskim. Występuje na wysokości do 1000–1500 m n.p.m.